# Hypolimnas iphigenia
Hypolimnas iphigenia är en fjärilsart som beskrevs av Pieter Cramer 1779. Hypolimnas iphigenia ingår i släktet Hypolimnas och familjen praktfjärilar. Inga underarter finns listade i Catalogue of Life.